# ۱۶۰۵ (میلادی)
۱۶۰۵ (میلادی) هزار و ششصد  و پنجمین سال تقویم میلادی است.

## زادگان
۲۳ دسامبر: تیانچی، پانزدهمین امپراتور سلسله مینگ.
- ۷ مه – پاتریارک نیکون مسکو، کشیش روسی (د. ۱۶۸۱)
- ۱۹ اکتبر – توماس براون، نویسنده و فیلسوف بریتانیایی (د. ۱۶۸۲)

## درگذشتگان
- ۲۳ سپتامبر – پونتو دو تیار، شاعر و کشیش فرانسوی
- ۱۳ آوریل – بوریس گودونوف، سیاست‌مدار روسی (ز. ۱۵۵۱)
- ۱۳ اکتبر – تئودور دو بز، نویسنده، مترجم، و الهی‌دان فرانسوی (ز. ۱۵۱۹)